# Scotch (zespół muzyczny)
Scotch – włoska grupa muzyczna stylu italo disco założona przez Vinca Lancini i Franza Felleti. Największe sukcesy święciła w latach 1984–1987, lansując przeboje „Disco Band” (1984), „Take Me Up” (1984), „Delirio Mind” (1985), „Mirage” (1986), „Pictures” (1987).

## Życiorys
Twórcami grupy byli: Manlio Cangelli (kompozytor, instrumenty klawiszowe, programowany automat perkusyjny), a następnie powiększona o artystów Vince Lancini (śpiew) i Fabio Margutti (klawisze), do których na drugim albumie Pictures Of Old Days dołączył Franza Rome (instrumenty klawiszowe, programowanie).
Zespół wylansował liczne przeboje, począwszy od znanej na całym świecie „Penguin invasion” (Inwazja pingwinów), „Disco Band”, a następnie „Delirio Mind” i „Take Me Up”. W roku 1984 ukazał się singiel „Disco Band”, który stał się wielkim hitem w Niemczech i innych krajach. W roku 1985 ukazał się album „Evolution”. Międzynarodowy przebój Kylie Minogue „Got to Be Certain” powstał pod wpływem utworu „Take Me Up”.
Kolejnym udanym singlem był „Mirage”, docenionym szczególnie w Szwecji. Późniejsze zauważone utwory to „Plus Plus” i „Money Runner”.
Poniżej zestawienie notowań singli Scotch z listy http://www.scheul.de/Charts.htm
- Disco Band [poz. 28 we Włoszech, poz. 3 w Niemczech, poz. 20 w Szwecji, poz. 4 w Szwajcarii i Portugalii]
- Delirio Mind [poz. 6 w Niemczech, poz. 5 w Szwecji, poz. 19 w Szwajcarii]
- Take Me Up [poz. 19 w Niemczech; poz. 11 w Portugalii]
- Mirage [poz. 19 we Włoszech, poz. 56 w Niemczech, poz. 2 w Szwecji]
- Money Runner [poz. 12 w Szwecji]
- Pictures [poz. 16 w Szwecji]

„Disco Band” został wykorzystany na singlu „Lass Uns Tanzen” Scooter’s 2007. Utwór „Penguin Invasion” jest nadal popularny, pojawia się na różnych składankach italo disco.

## Dyskografia

### Albumy
- 1985 – Evolution
- 1987 – Pictures Of Old Days
- 1995 – Best Of (kompilacja)

### Single
- 1983 – „Penguins’ Invasion”
- 1984 – „Disco Band”
- 1984 – „Take Me Up” / „Loving Is Easy”
- 1985 – „Delirio Mind” / „Man In The Man”
- 1986 – „Mirage” / „Amor por Victoria”
- 1986 – „Money Runner” / „Drink A Scotch”
- 1987 – „Pictures”
- 1987 – „Man To Man”